# سارة هوبكينز برادفورد

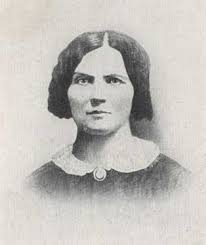
سارة هوبكينز برادفورد

سارة هوبكينز برادفورد (بالإنجليزية: Sarah Bradford)‏ هي كاتِبة وكاتبة للأطفال ومؤلفة ومؤرخة أمريكية، ولدت في 20 أغسطس 1818 في نيويورك في الولايات المتحدة، وتوفيت في 25 يونيو 1912 في روتشستر في الولايات المتحدة.